# Cicerone Poghirc
Cicerone George D. Poghirc (n. 20 martie 1928, Măscurei, comuna Pogana, județul Vaslui, Regatul României – d. 15 aprilie 2009, Paris, Franța) a fost un clasicist român, specialist în lingvistică generală, indo-europenistică, indianistică și istoria religiilor, profesor universitar și membru marcant al exilului românesc.

## Biografie
Cicerone Poghirc s-a născut la 20 martie 1928, în com. Măscurei (astăzi com. Pogana, Vaslui), într-o familie de învățători. Și-a făcut școala primară în comuna Iana (1935-1939). A intrat apoi la Liceul militar din Chișinău, ultima clasă liceală absolvind-o la Liceul 'Gh. Roșca Codreanu' din Bârlad. În 1951 își ia licența în filologie clasică la Universitatea din București și este numit imediat asistent (1951), apoi lector (1954). Între 1955-1959 face studii de specializare la Universitatea din Leningrad, în calitate de candidat în științe filologice. Întors în țară, își dă doctoratul în științe filologice cu teza Relațiile limbii vechi macedonene cu greaca veche (1960). Devine conferențiar la catedra de filologie clasică și lingvistică generală (1963), apoi profesor, șeful catedrei de limbi orientale (1968), iar din 1974 șeful catedrei de limbi clasice. A fost prodecan al Facultății de limbi romanice, clasice și orientale între 1963 și 1970, când a fost numit director general al învățământului universitar în Ministerul Învățământului, de unde își va da ulterior demisia. Devine secretar, apoi vicepreședinte al Societății de Studii Clasice între 1961-1974 și președinte al Societății de Studii Orientale din 1969. Este 'visiting profesor' la universitățile Bloomington-Indiana, Ann Arbor-Michigan, Berkeley-California între 1973 și 1974 și la universitatea din Padova între 1977-1979. În acest ultim an, exasperat de "imbecilitatea autorităților", decide să nu se mai întoarcă în țară, moment consemnat de M. Eliade în Journal-ul său, la 23 iul. 1979: "C. Poghirc comes to see me. Furious about the imbecility of the "authorities" in the homeland, who have not allowed his wife and child to come to Padova, where he has been professor for three years. He, Poghirc emphasizes, who for fifteen years traveled around the globe several times, attending conferences, holding courses and lectures—and always returned. Probably an informer provoked suspicion. On account of this, he has decided to remain permanently in the West". Se stabilește la Paris, alăturându-se diasporei românești de acolo. Îl regăsim din 1980 profesor emerit la Ruhr-Universität din Bochum. Concomitent conferențiază la Sorbona, unde reorganizează Centre Roumain de Recherches, al cărui președinte devine, cu sprijinul lui Mircea Eliade și Emil Cioran. Ia din ce în ce mai des cuvântul la postul de radio Europa Liberă. După revoluție se întoarce de mai multe ori în țară, pentru a sprijini activ, prin prezența sa și printr-o serie de conferințe, creația științifică românească. Contribuie cu lucrări, articole și interviuri la publicații din țară. În decembrie 2000, președintele Emil Constantinescu îi conferă Ordinul național 'Pentru Merit' în grad de Comandor, ca o recunoaștere a meritelor sale pe tărâmul științei și serviciilor aduse țării. În ultimii ani a trăit mai retras, vârsta și mai ales boala împiedicându-l să mai circule.
Preocupările sale de indianistică și de istorie a religiilor l-au apropiat de Mircea Eliade, de care l-a legat o îndelungată prietenie. Despre importanța marelui istoric al religiilor Cicerone Poghirc a scris L’itinéraire mythique d’une existence accomplie. Ce que Mircea Eliade signifie pour les Roumains, în Mircea Eliade. Dialogues avec le sacré, Paris, 1987. La rândul său, M. Eliade, care avea pentru el o nereținută admirație, îl descrie astfel în 1983: Dr. Poghirc is a most amazing scholar. He has a vast mind and he has applied himself fruitfully in a number of important areas of investigation: comparative Indo-European studies, classical philology, general linguistic theory, as well as particular studies of the Balkan area. In all of these fields the large number of his published works has proven illuminating and constructive. The extraordinary depth of his mind, wideness of vision, and sharpness of attention to scholarly detail mark him as an impressive individual .
A fost profesorul de limbi clasice al lui I. P. Culianu, pe care l-a ajutat în momente de cumpănă, căruia i-a înlesnit în cele din urmă plecarea în Italia și pe care l-a introdus lui Eliade. Între prof. Poghirc, pe care Culianu îl numea afectuos "iubitul meu maestru", și studentul său s-a legat apoi o prietenie ce a durat până la moartea tragică a acestuia din urmă în 1991, prietenie pecetluită parcă prin colaborarea la The Encyclopedia of Religion a lui Mircea Eliade, în care cei doi semnează împreună șapte articole.
Cunoscută este de asemenea și prietenia sa cu Cioran și cu alte mari figuri ale exilului românesc. Se știe mai puțin însă că studentul său cel mai drag, care - cât a fost în țară - i-a fost mâna dreaptă, atât la catedra de clasice cât și la Asociația de Studii Orientale, cu care a rămas mereu în legătură și după plecarea din țară, sprijinindu-l constant, și care i-a călcat în mod strălucit pe urme, a fost Dan Slușanschi. Numai o moarte - din nou prematură - a făcut ca faima acestui alt mare clasicist al nostru, a cărui stea era în plină ascensiune, să nu o egaleze și depășească pe cea a maestrului, așa cum "dom' Poghirc" îi profețea cu ani în urmă.
Cicerone Poghirc a fost un eminent dascăl, încă de foarte tânăr. Se povestește că acad. Alexandru Graur, după una din orele de asistență la clasă, în baza cărora trebuia să-i dea un calificativ tânărului asistent, ar fi spus că "lui Poghirc i se potrivește catedra cum i se potrivește unui cazac să stea în șa". Avea un simț special al valorii, un soi de intuiție care-i permitea să distingă calitatea intelectuală a tinerilor încă neformați, și așa se explică de ce de el s-au atașat oameni precum Culianu, Slușanschi, Francisca Băltăceanu, Adrian Pârvulescu ș.a.
"Pentru tânărul student care, mânat de misterul civilizațiilor vechi, intra la facultatea de limbi clasice, Cicerone Poghirc era fără îndoială figura cea mai impresionantă. Era un bărbat distins, de statură medie, cu sprâncene groase și stufoase, cu ochi albaștri și privire pătrunzătoare, mereu concentrată și mereu atent la ceea ce ai de spus. Prezența sa emana energie și hotărâre, dar în același timp blândețe și înțelegere. Poliglosia lui era impresionantă (la simpozionale și congresele internaționale răspundea în limba în care era întrebat), iar în discuții cunoștințele sale profunde îi permiteau să facă mereu asociații de idei surprinzătoare, care deschideau orizonturi noi și neașteptate. Îl găseai întotdeauna citind câte ceva (și obișnuia să-și noteze ideile inspirate de lectură chiar pe marginea cărților, cu creionul). În particular era un bon viveur, atunci când era cazul, îi plăcea să asculte muzică și să cânte împreună cu tinerii. Râdea cu poftă și îi plăcea să povestească, să spună bancuri și vorbe de duh. Își iubea studenții și discipolii și-mi aduc aminte cu câtă îngrijorare a venit în țară, imediat după cutremurul din 1977, vizitându-ne pe rând ca să vadă dacă vreunul a pățit ceva ori dacă avea nevoie de ceva." 

## Operă
În ciuda unei activități prodigioase, mai ales pe tărâm pedagogic, nu a publicat multe cărți. Lecturile sale permanente, care-i permiteau să fie la curent cu cele mai noi idei, precum și activitatea pedagogică, cea de conferențiar, de organizator, ca și funcțiile de decizie i-au răpit mult din timpul pe care și l-ar fi putut dedica scrisului. A scris însă multe studii și articole de specialitate, a ținut cursuri universitare și a participat cu lucrări la numeroase simpozioane și congrese.
S-a format de la bun început ca indo-europenist, sub influența și cu îndrumarea unor mari lingviști indo-europeniști, precum Theofil Simenschy, Vlad Bănățeanu, Aram Frenkian sau Alexandru Graur. Preocuparea pentru vechea macedoneană - care îl apropie de un alt mare filolog clasic și indoeuropenist al nostru, Ioan I. Russu - denotă interesul său, încă de foarte tânăr, pentru balcanistica veche. Colaborează la Cursul de introducere în lingvistică (1955), și la Introducere în lingvistică (1958), ambele sub redacția lui Al. Graur. În 1968 începe colaborarea, cu etimologii originale, la Dicționarul limbii române al Academiei (DLR, literele M-R). Etimologia aplicată îl conduce spre unele concluzii de ordin teoretic, pe care le expune în același an în revista Limba Română, sub titlul Probleme actuale ale etimologiei românești.
În 1968 publică volumul dedicat lui Hasdeu (B.P. Hașdeu, lingvist și filolog, București), un autor pe care l-a iubit și admirat, de care vorbea deseori la cursuri, îndemnându-și studenții să-l citească complet și cu atenție. Hașdeu, cu care de altfel și semăna în unele privințe, i-a fost probabil un model intelectual. Îngrijește apoi două volume din opera mentorului său Theofil Simenschy. După ce îi scrisese necrologul în Studii Clasice (XI, 1969) și articolul omagial Theophyli Simenschy in memoriam (St. et Acta Orientalia 1972), în 1978 publică Th. Simenschy, Cultura indiană în texte și studii (căreia îi adaugă un Cuvânt înainte și note), iar în 1979 scoate o nouă ediție din Un dicționar al întelepciunii (ed. Junimea, Iași).
O contribuție cu totul specială a avut în promovarea studiilor române de indianistică. Bun cunoscător al limbii sanscrite, ca de altfel al principalelor limbi indo-europene vechi, și al literaturii și filosofiei indiene, C. Poghirc a reușit – contrar directivelor autorităților comuniste – să fundeze și să cultive, cu toate resursele sale și cu un mare entuziasm, o școală română modernă de indianistică. Pe lângă editarea operelor lui Theofil Simenschy, el a acordat sprijin unor indianiști de frunte, și în primul rând lui Sergiu Al-George, de care l-a legat o strânsă prietenie și cu care a și fost în India. Este de asemenea cunoscut sprijinul pe care l-a acordat unor tineri indianiști, precum Radu Bercea, Mircea Itu, Dănilă Incze și altora de care nu-mi aduc acum aminte. A contribuit activ la invitarea unor profesori indieni, precum prof. Amita Ray (d-na Ray s-a stabilit apoi în România, reluându-și numele de fată, Bhose). Grija sa programatică pentru aceste studii este dovedită și de publicarea în 1972 a articolului Sanskrit Studies in Romania (în Cultural Forum XV, India). "Îmi vine în minte un episod petrecut prin 1974 sau 1975 (ani în care nu era recomandabil să spui că citești pe Eliade, a cărui operă era considerată decadentă, sau filosofie indiană, și cu atât mai puțin yoga): pe când la BCS operele lui Patanjali, Shivananda sau Vivekananda erau retrase din fișierele destinate publicului larg și puse la index (în infamul 'fișier gri', alături de 'Mein Kampf' al lui Hitler), prof. Poghirc l-a invitat pe yoginul indian Suren Goyal la ASO, ca să nevorbească despre yoga și, mai ales, ca noi să vedem în carne și oase un practicant autentic (experiența a fost într-adevăr memorabilă). Obișnuia să țină pe biroul de la ASO o statuetă a lui Mahatma Gandhi adusă din India, iar pe perete, în biroul său, avea un portret mare al misteriosului doctor Honigberger, eroul nuvelei lui Eliade".
Însă firul roșu al tuturor preocupărilor sale a fost istoria limbii române – așa cum de altfel s-a întâmplat cu toți marii filologi români, indiferent de domeniul lor particular – și în mod special substratul ei daco-moesian (tracic în sens mai larg). Cunoscute fiindu-i studiile de balcanistică veche, începute încă cu teza de doctorat despre limba macedoneană și continuate în anii următori (1959-1960) cu studii despre unele fenomene lingvistice trace, despre relațiile lingvistice româno-albaneze și despre limbile balcanice, i se încredințează redactarea unei importante secțiuni a Istoriei Limbii Române, lucrare fundamentală apărută sub egida Academiei în 1969, anume C. Influența autohtonă (vol. II, p.311-365). Aceste cca. 50 de pagini vor constitui una din contribuțiile sale cele mai importante la studiul istoriei limbii române, ca și la cel al limbilor trace. În anii următori continuă aceste studii, concretizate într-o serie de descoperiri, publicate în mai multe reviste de specialitate și volume de culegeri. În Studii Clasice a publicat aproape în fiecare an, începând cu 1959. Recunoscut ca unul din cei mai de seamă tracologi români, C. Poghirc este unul din principalii oraganizatori ai celui de al II-lea Congres de Tracologie (București-Tulcea 1976), editând împreună cu Al. Vulpe și C. Preda, volumul Thraco-Dacica, o culegere de studii prezentate la acest congres. Aici publică articolul Thrace et daco-mésien: langues ou dialectes? în care îmbrățișează și dezvoltă poziția nouă a lui Vl. Georgiev, care susținea individualitatea limbilor tracă și daco-moesiană.. Tot în 1976 fondează, împreună cu Dan Slușanschi, revista universitară Studia Indo-europaea ad Dacoromanos pertinentia, ce nu avea să cunoască, din păcate, decât două numere: cel inaugural din 1976 și cel din 1980, editat de Dan Slușanschi (recenzat de prof. Poghirc în 'Kurier nr.12/1981). Chiar și lucrările sale de indianistică erau privite din perspectiva originii indo-europene a limbii române (și în acest sens sunt grăitoare câteva titluri precum Contribuții la o mitologie comparată traco-indică și Rituri funerare la traci, indieni și români, ambele în St. Trac. 1976, sau O sursă indiană a Luceafărului lui Eminescu [Katha-Upanishad I.19-28], în 1977 ș.a.).
În 1983 colegii de la universitatea din Bochum îi editează un volum omagial cu prilejul împlinirii a 55 de ani de viață, intitulat Philologica et Linguistica. Este o culegere de articole scrise între 1953 și 1983 - elogios prefațată de către Helmuth Frisch și conținând la sfârșit o listă bibliografică, incompletă, cu 121 de titluri – un reper indispensabil pentru tracologul de azi.
A avut nenumărate colaborări la lucrări colective, din cele mai importante pentru știința românească, de la cele de istorie a limbii, menționate mai sus, la traduceri din autori clasici (ca de pildă cărțile CXXI-CXXX din Appian, Războaiele civile, 1957). Tot într-o lucrare colectivă, anume în cele 16 volume ale prestigioasei The Encyclopedia of Religion (New York, Macmillan, 1987), coordonată de Mircea Eliade, a scris opt articole, unul în nume propriu (Albanian Religion), celelalte șapte în colaborare cu I. P. Culianu (Bendis, Dacian Riders, Geto-Dacian Religion, Sabazios, Thracian Religion, Thracian Rider și Zalmoxis). A participat la congrese și simpozioane în toată lumea, peste tot fiind un ambasador de excepție al științei românești. A sprijinit cu prezența sa, ca și prin prefețe, recomandări și recenzii creația originală, în special pe cea a tinerilor.
- În 1978 s-a numărat printre puținii lingviști în viață incluși în Dicționar de lingviști și filologi români (Jana Balacciu și Rodica Chiriacescu, Albatros 1978).
- În 2005 a fost inclus în Români celebri din străinătate: dicționar (Fănuș Băileșteanu, România Press)

## Distincții
- Medalia Muncii (13 octombrie 1964) „cu prilejul aniversarii a 100 de ani de la înființarea Universității din București, pentru activitate îndelungată, contribuție în dezvoltarea științei și merite deosebite în dezvoltarea învățămîntului superior”[8]